# Comuna Šalovci
Šalovci (Občina Šalovci) este o comună din Slovenia, cu o populație de 1.718 locuitori (2002).

## Localități
Budinci, Čepinci, Dolenci, Domanjševci, Markovci, Šalovci